# Франц Вестгофен
Франц Вестгофен (нім. Franz Westhoven; 7 грудня 1894, Людвігсгафен-на-Рейні — 9 жовтня 1983, Гайдельберг) — німецький воєначальник, генерал-лейтенант вермахту.

## Біографія
Син доктора медицини Ернста Вестгофена і його дружини Марії, уродженої Гернер. 4 липня 1913 року вступив в Прусську армію. Учасник Першої світової війни. З 27 липня по 5 вересня 1919 року — командир взводу фрайкору «Гінденбург». Після демобілізації армії залишений в рейхсвері. З 26 серпня 1939 року — керівник 1-ї команди кадрового управління сухопутних військ. З 15 грудня 1940 року — командир 1-го стрілецького полку, з 1 лютого 1942 року — 3-ї стрілецької бригади, з 25 жовтня 1942 року — 3-ї танкової дивізії. 20 жовтня 1943 року відправлений в резерв ОКГ. 1 лютого 1944 року відряджений в танкову групу «Захід». З 8 березня 1944 року виконував обов'язки командира 21-ї, з 8 по 27 травня — 2-ї танкової дивізії. З 2 липня 1944 року — генерал для особливих доручень при командувачі танковими військами на Заході, з 7 серпня 1944 року при інспекторі танкових частин Резервної армії. З 27 січня 1945 року — командувач училищами танкових військ. З 14 по 23 травня 1945 року — начальник кадрового управління сухопутних військ ОКВ. Після війни був членом кадрового консультативного комітету, який відповідав за відбір офіцерів в бундесвер.

## Сім'я
11 липня 1929 року одружився з Кармен Альберт. В пари народились 2 сини (1930 і 1933) і дочка (1942).

## Звання
- Лейтенант (7 серпня 1914; патент від 19 грудня 1912)
- Оберлейтенант (22 березня 1918)
- Ротмістр (1 квітня 1926)
- Гауптман (1 грудня 1933)
- Майор (1 липня 1943)
- Оберстлейтенант (1 січня 1937)
- Оберст (1 листопада 1939)
- Генерал-майор (1 серпня 1942)
- Генерал-лейтенант (1 травня 1943)

## Нагороди
- Залізний хрест
  - 2-го класу (3 листопада 1914)
  - 1-го класу (16 вересня 1916)
- Нагрудний знак «За поранення» в сріблі (25 липня 1938)
- Почесний хрест ветерана війни з мечами (31 жовтня 1934)
- Медаль «За вислугу років у Вермахті»
  - 4-го, 3-го і 2-го класу (18 років; 2 жовтня 1936) — отримав 3 нагороди одночасно.
  - 1-го класу (25 років; 4 липня 1938)
- Медаль «У пам'ять 13 березня 1938 року» (21 листопада 1938)
- Застібка до Залізного хреста
  - 2-го класу (17 червня 1940)
  - 1-го класу (30 липня 1940)
- Сертифікат Пошани Головнокомандувача Сухопутних військ Вермахту (24 червня 1942)
- Німецький хрест в золоті (9 липня 1942)
- Медаль «За зимову кампанію на Сході 1941/42» (1942)
- Лицарський хрест Залізного хреста (25 жовтня 1943)